# فيتر (رور)
فيتر (بالألمانية: Wetter (Ruhr)) هي بلدة ألمانية تقع في دائرة ريفية إنبه رور ‏ في ألمانيا.

## المدن التوأمة
مدن اشتات ايلم، Gmina Turawa و المسال الجنوبية ‏ هي مدن توأمة لفيتر (رور).